# Eulophia juncifolia
Eulophia juncifolia är en orkidéart som beskrevs av Victor Samuel Summerhayes. Eulophia juncifolia ingår i släktet Eulophia och familjen orkidéer. Inga underarter finns listade i Catalogue of Life.